# سازمان اطلاعات بحرین
سازمان اطلاعات بحرین(BIA1) (عربی: جهاز الأمن الوطنی) یا آژانس امنیت ملی (NSA) یک نها امنیتی و اطلاعاتی در بحرین است که اگرچه با وزارت کشور مرتبط است اما به‌طور رسمی بخشی از آن نیست. سازمان اطلاعات بحرین پس از صدور فرمان شماره ۱۴ سال ۲۰۰۲ توسط ملک حمد تشکیل شد و به عنوان جانشین اداره کل تحقیقات امنیت کشور شروع به فعالیت کرد. این سازمان با یک فرمان سلطنتی در سال ۲۰۰۸ قدرت دستگیری افراد را دریافت کرد.
اجازه دستگیری افراد توسط یان سازمان در سال ۲۰۱۱ به فرمان پادشاه لغو شد.

## تاریخچه
پیش از سال ۲۰۰۲، آژانس امنیت ملی با نام «اداره کل تحقیقات امنیت دولتی» (به عربی: الإدارة العامة لمباحث أمن الدولة) که بنام «سرویس امنیت و اطلاعات» نیز شناخته می‌شد، فعالیت‌های امنیتی را بر عهده داشت. مسئولیت این سازمان از سال ۱۹۶۶ تا ۱۹۹۸ بر عهده یان هندرسون بودپس از بازنشستگی هندرسون در سال ۱۹۹۸، خالد بن محمد آل خلیفه، برادرزاده حاکم وقت عیسی بن سلمان آل خلیفه مسئولان سازمان شد.

## وضعیت اداری و ساختار
رئیس ساب توسط پادشاه منصوب شده و دارای مجوز حضور در کابینه است. او به همراه وزیر کشور عضو شورای عالی دفاع است. به گفته BCHR و اپوزیسیون، نفرات ارشد NSA از بستگان پادشاه بحرین می‌باشند، اکثر کارمندان آژانس شهروندان غیر بحرین هستند